# The Way You Move
"The Way You Move" é uma canção do cantor de R&B estadunidense Ne-Yo com a participação de Trey Songz e T-Pain. O vídeo oficial da canção foi lançado no VEVO em 27 de Outubro de 2011. A faixa foi lançada no ITunes como single promocional 15 de Novembro de 2011, a faixa inicialmente seria lançada no álbum The Cracks in Mr. Perfect, porem foi retirada da lista final de faixas.

## Desempenho comercial
A canção alcançou a primeira colocação na Gaon International Chart tendo mais de 119,000 Downloads. Alcançou também a decima posição na Bubbling Under Hot 100 Singles.

## Desempenho nas paradas
| Paradas (2011)                                  | Melhor posição |
| ----------------------------------------------- | -------------- |
| Coreia do Sul (Gaon International Chart)        | 1              |
| Estados Unidos (Bubbling Under Hot 100 Singles) | 10             |